# Ahmed Sékou Touré
Ahmed Sékou Touré, född 9 januari 1922 i Faranah, Franska Guinea, död 26 mars 1984 i Cleveland, Ohio, USA, var Guineas president 1958–84.

## Biografi
Touré grundade Parti Démocratique – som senare blev det enda tillåtna partiet – 1952. Han invaldes i franska nationalförsamlingen 1956 och blev vid landets självständighet dess förste president, omvald 1968 och 1974.
Touré var en av de ledande inom den afrikanska frihetsrörelsen, som ledde till att flera afrikanska länder blev självständiga i slutet av 1950-talet och början av 1960-talet.
I oktober 2021, vid 50-årsdagen av en massaker i oktober 1971, bad släktingar till 70 guineaner som avrättades under Sékou Touré-regimen president Mamady Doumbouya om upprättelse och en värdig begravning för offren.